# Parc national d'Oulanka
Le parc national Oulanka (finnois : Oulangan kansallispuisto) est un parc naturel de 270 km2 situé en Finlande au niveau du cercle polaire arctique. Le parc a été créé en 1956 et a été agrandi en 1982 et 1989. Il borde le parc national de Paanajärvi en Russie. Il est situé près d'une grande station de ski entre deux villes de la province d'Oulu : Ruka et Kuusamo.

## Administration
Établi en 1956, il est depuis géré par Metsähallitus (l'Office National des Forêts).

## Géographie
Le fleuve Oulanka, qui donne son nom à la région, traverse le parc avec ses affluents, formant des vallées et des gorges dominées par des parois vertigineuses qui offrent de superbes panoramas sur les torrents tumultueux. Nombre des noms de lieux du parc témoignent d'une occupation lapone extrêmement ancienne. Le mot « Oulanka », par exemple, signifie « inondation » en lapon... et au printemps, lorsque les rapides redoublent de violence, le fleuve quitte en effet régulièrement son lit. Le territoire du parc arbore des associations diverses, depuis les forêts de conifères aux sols recouverts de mousses, jusqu'aux terrains sableux et arides des pinèdes, en passant par les vallées aux parois rocheuses, les collines couvertes de bosquets, les forêts mixtes et les zones marécageuses de toutes sortes.

## Faune
La richesse la caractérise. C'est l'un des rares endroits où les espèces européennes, arctiques et même sibériennes se retrouvent et se mêlent, à l'extrême limite de leurs habitats respectifs. Les vallées fluviales et les prés alluviaux constituent des habitats privilégiés pour des papillons rares et pour une centaine d'espèces d'oiseaux nicheurs. Les rennes et les élans y sont très abondants. Parmi les grands carnivores, citons les ours, lynx, et gloutons. La plupart des prairies sont gérées de manière traditionnelle et l’élevage de rennes continue de prospérer dans le parc, bien qu’il soit limité aux habitants de Laponie. Dans le parc, il y a aussi des oiseaux rares tels que le mésangeai de Sibérie et les grands tétras, qui aiment les forêts riches en herbes du parc. 

## Paysage
Le sol du parc d'Oulanka, exceptionnellement riche, présente une biodiversité étonnante - en particulier pour un paysage situé à quelques kilomètres au sud du cercle polaire arctique. Explication principale : du calcaire, une extrusion de roche dolomitique assez jeune (composée surtout de carbonates), recouvre les granites et les gneiss plus anciens qui forment le soubassement de la majeure partie de la Scandinavie. Le carbonate contribue à neutraliser l'acidité des sols et apporte des nutriments essentiels.

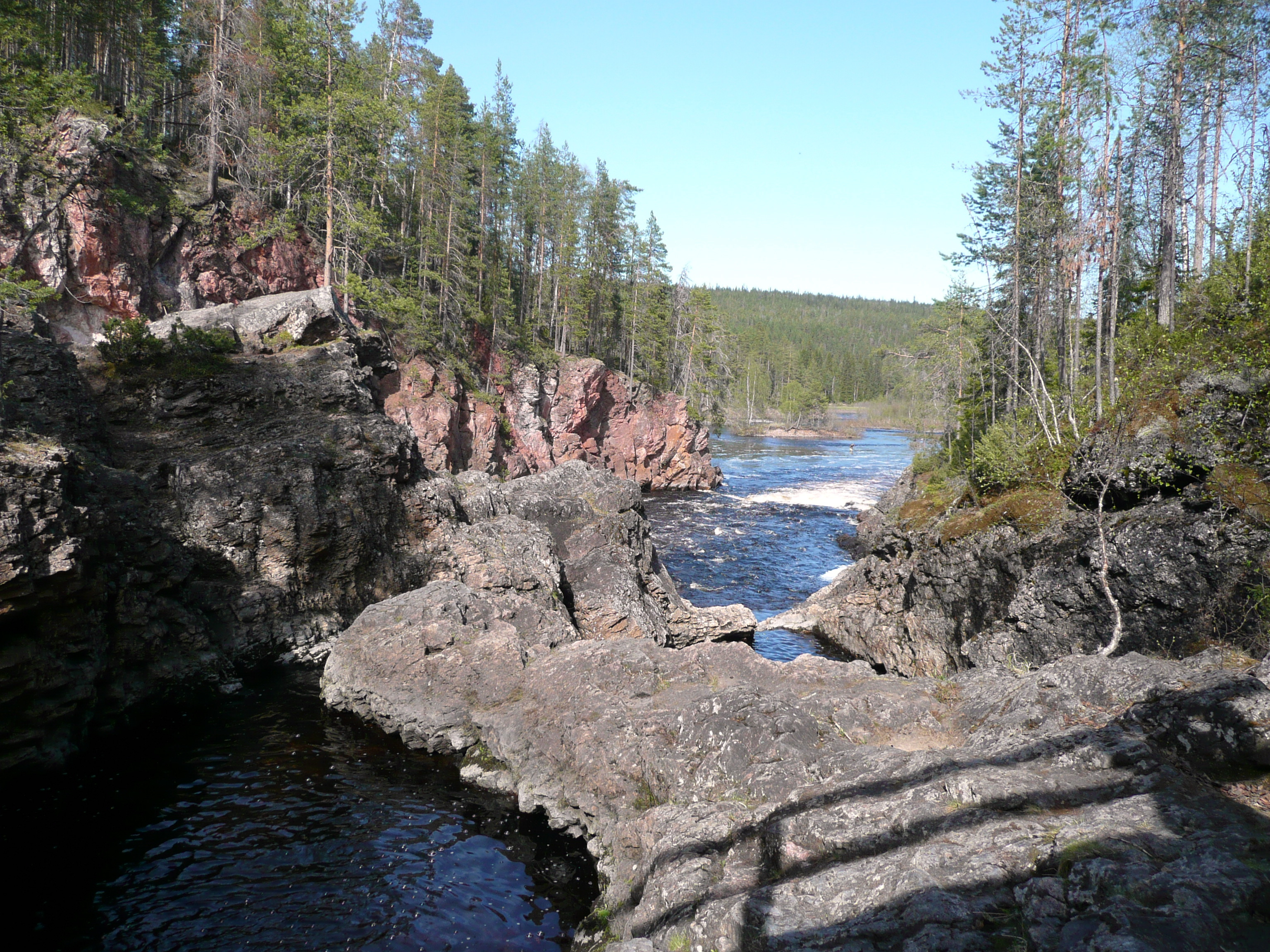
Parc national d'Oulanka

Oulanka, où convergent un nombre surprenant de zones biologiques, n'a pas grand-chose de commun avec le reste de la Finlande. Sa diversité topographique - landes hautes et vallées fluviales, tourbières, fondrières et prairies alluviales peu élevées - constitue une sorte de carrefour pour des espèces qui, en général, ne se rencontrent pas.
Oulanka est un parc connu pour son célèbre parcours de l'ours (Karhunkierros). Cette randonnée permet de traverser le parc sur un chemin de près de 80 km, tout en faisant découvrir différents types de paysages : canyons sculptés par le fleuve Oulankajoki, rapides de la rivière Kitkajoki,…